# 沃什本 (密蘇里州)
沃什本（英語：Washburn）是位於美國密蘇里州巴里縣的城市。

## 人口
根據2020年美國人口普查的數據，沃什本的面積為2.33平方千米，皆為陸地。當地共有人口407人，而人口密度為每平方千米175人。